# Wiener-Garnison-Marsch
Der Wiener-Garnison-Marsch ist ein Marsch von Johann Strauss (Sohn) (op. 77). Das Werk wurde am 25. Juni 1850 im Wiener Volksgarten erstmals aufgeführt.